# Jedinečný (film)
Jedinečný (v originále The One) je americký akční sci-fi film z roku 2001, jehož režisérem je James Wong a scénář napsali Wong a Glen Morgan. Hrají v něm Jet Li, Delroy Lindo, Carla Gugino a Jason Statham, akční choreografii vytvořil Corey Yuen.
Film, který se zabývá konceptem multivesmírů a mezidimenzionálního cestování, sleduje Gabriela Yulawa (Jet Li), zlotřilého agenta, který cestuje do paralelních realit, aby zabil jiné verze sebe sama a stal se bájnou superbytostí známou jako „Jedinečný“. Li hraje dvojroli Yulawa a Gabea Lawa, zástupce šerifa LASD, který se spojí s agentem multivesmíru, aby zabránil Yulawovi stát se Jedinečným.
Film byl uveden do kin ve Spojených státech společností Columbia Pictures 2. listopadu 2001 a dočkal se negativních kritik, ale celosvětově vydělal 79,6 milionu dolarů.

## Děj
Gabriel Yulaw, bývalý agent MultiVerse Authority (MVA), organizace dohlížející na cestování mezi paralelními vesmíry, loví a zabíjí své vlastní varianty v různých dimenzích. Každým zabitím jiné verze sebe sama absorbuje jejich životní energii, čímž sílí a věří, že se nakonec stane božskou bytostí zvanou "Jedinečný".
Po zabití 123. varianty zvané Lawless je Yulaw zadržen agenty MVA Roedeckerem a Funschem a převezen do centrály v Alpha vesmíru. Je odsouzen k doživotnímu pobytu v trestanecké kolonii v Hádově vesmíru, ale díky pomoci komplice uprchne do vesmíru Grácií.
Zde žije Gabe Law, poslední Yulawova varianta, jako zástupce šerifa v okrese Los Angeles. Již dva roky cítí nevysvětlitelný nárůst fyzických i mentálních schopností. Při převozu vězně Gabe vycítí Yulawovu přítomnost a vyhne se střelbě. Při následném útěku je raněn, zatímco Yulaw uniká. Na scénu přichází Roedecker a Funsch a zabrání Yulawovi v tom, aby Gabea zabil.
Gabe si uvědomuje, že Yulaw je jeho identický protějšek. V nemocnici Yulaw uprchne, když ostatní policisté nedokážou dvojici odlišit. Agenti se rozdělí — Roedecker se pokusí Yulawa zabít, ale je jím zabit. Funsch zatím Gabeovi vysvětlí existenci multivesmíru a dočasných červích děr, které propojují jednotlivé světy.
Yulaw pronikne do Gabeova domu, kde jej T.K. zamění za svého muže. Jakmile pozná pravdu, je pozdě — Yulaw ji unese a následně zabije před Gabeovýma očima. Gabe s Funskem spojí síly a sledují Yulawa do průmyslového závodu, kde se strhne finální souboj.
Gabe je nakonec silnější a získá převahu těsně před příchodem červí díry. Všichni tři jsou přeneseni do centrály MVA. Yulaw je deportován do Hádova vesmíru, kde se ho MVA chystá navždy uvěznit. Gabe má být vrácen do svého vesmíru, kde bude považován za pachatele Yulawových zločinů. Funsch jej však tajně přenese do jiného světa, kde se může znovu setkat s T.K. a žít normální život.
Yulaw mezitím v Hádově vesmíru vyhlašuje, že se i tak stane „Jedinečným“, a bojuje s vězni na vrcholu kamenné zikkuratové stavby.

## Obsazení
- Jet Li v devíti rolích jako:
  - Gabe Law, zástupce šerifa L.A.S.D. a mistr bojových umění z vesmíru Grácií
  - Gabriel Yulaw, bývalý agent Multiverse Authority (M.V.A.) z vesmíru Alfa
  - Yu Fook Law, varianta rastafari z vesmíru Souhvězdí Jednorožce a jedna z Yulawových obětí
  - Swen Law, varianta surfaře z vesmíru Souhvězdí Tukana a jedna z Yulawových obětí
  - Ni Dilaw, varianta z vesmíru Canopus a jedna z Yulawových obětí
  - Kia Jilaw, varianta z vesmíru Souhvězdí Hada a jedna z Yulawových obětí
  - Seth Law, dlouhovlasá varianta z vesmíru Prokyon a jedna z Yulawových obětí
  - Frun Law, varianta z vesmíru Shaula a jedna z Yulawových obětí
  - Lawless, známý a násilnický zločinec z vesmíru Anubis a jedna z Yulawových obětí
- Jason Statham jako Evan Funsch, agent M.V.A. z vesmíru Alfa a Rodeckerův současný partner
- Delroy Lindo jako:
  - Harry Rodecker, agent M.V.A. z vesmíru Alfa, Yulawův úhlavní nepřítel a bývalý partner
  - Arri, obsluha čerpací stanice z vesmíru Grácií
- Carla Gugino jako:
  - T.K. Lawová, lékařka a manželka Gabea Lawa z vesmíru Grácií
  - Massie Walshová, zločinkyně a Yulawova přítelkyně a milenka ve vesmíru Alfa
  - Carla, veterinářka z neznámého vesmíru
- James Morrison jako:
  - Bobby Aldrich, kolega Gabea Lawa z L.A.S.D. ve vesmíru Grácií
  - Vězeň č. 1 z vesmíru Anubis, nejmenovaný vězeň a Lawlessův nepřítel ve vesmíru Anubis
- Dylan Bruno jako Yates, Lawův kolega z L.A.S.D. z vesmíru Anubis a vesmíru Grácií.
- Richard Steinmetz jako D'Antoni, Lawův kolega z L.A.S.D. z vesmíru Anubis a z vesmíru Grácií.
- Archie Kao jako Woo, kolega Gabea Lawa z L.A.S.D. z vesmíru Anubis a vesmíru Grácií.
- Dean Norris jako seržant Siegel z L.A.S.D. z vesmíru Anubis a vesmíru Grácií.
- Steve Rankin jako dozorce M.V.A.
- Tucker Smallwood jako ředitel věznice M.V.A.
- Harriet Sansom Harris jako sestra Besson
- Mark Borchardt jako Cesar
- Doug Savant jako důstojník L.A.P.D. (neuveden)